# تویشنیتز
شهر تویشنیتز (به آلمانی: Teuschnitz) در ایالت بایرن در کشور آلمان واقع شده‌است.